# Jakob Karl Maurer
Jakob Karl Maurer (* 30. Dezember 1890 in Darmstadt; † 22. Dezember 1975 in Lauterbach) war ein hessischer Politiker (SPD Hessen) und ehemaliger Abgeordneter des Landtags des Volksstaates Hessen in der Weimarer Republik.

## Familie
Jakob Karl Maurer war der Sohn des Schmiedemeisters Friedrich Karl Maurer und dessen Frau Karoline geborene Nohl.
Jakob Karl Maurer war evangelisch und heiratete am 14. Mai 1921 Amalie geborene Rüdiger.

## Ausbildung und Beruf
Jakob Karl Maurer studierte bis 1914 und wieder 1918 bis 1919 in Darmstadt, Marburg, Heidelberg und Tübingen. 1919 schloss er das Studium mit dem Staatsexamen in Marburg ab. Während der Studienzeit war er stark im Wandervogel engagiert. Im Sommer 1914 arbeitete er kurzfristig als Assistent am Berliner Völkerkundemuseum.
Im Ersten Weltkrieg war er August 1914 bis 1915 als Sanitäter Kriegsteilnehmer und 1915 bis 1918 in russischer Kriegsgefangenschaft. Dort war er unter anderem Arzt für deutsche Kriegsgefangene und Mitglied der schwedischen Rot-Kreuz-Kommission in Petersburg. Er war Zeuge der Oktoberrevolution. 1919 bis 1925 war er zunächst Mitarbeiter in der Zentralstelle zur Förderung der Volksbildung in Darmstadt, dann Lehrer in Groß-Umstadt. In den Jahren 1925 bis 1933 war er Realschullehrer in Lauterbach.

## Politik
Jakob Karl Maurer war seit 1925 Mitglied des Gemeinderates in Lauterbach. 1927 bis 1932 war er Gründer und Leiter der Hessischen Bauernschaft, einer gemeinschaftlichen Selbsthilfeorganisation. 1927 bis 1931 war er Landtagsabgeordneter und 1931 Sekretär der SP-Landtagsfraktion in Hessen.

## Sonstige Ämter
Jakob Karl Maurer war 1936 bis 1975 Stadtarchivar in Lauterbach. Er war Autor zahlreicher historischer Beiträge. 1934 bis 1941 und 1945 bis 1958 war er Leiter des Hohhaus-Museums in Lauterbach und 1941 bis 1945 Leiter des Vonderau-Museums in Fulda.